# NGC 2329
NGC 2329 è una galassia lenticolare situata nella costellazione della Lince, a una distanza di circa 283 milioni di anni luce dalla nostra Via Lattea.

## Scoperta
La galassia è stata scoperta il 9 febbraio 1788 dall'astronomo britannico di origine tedesca William Herschel.

## Descrizione
NGC 2329 è classificata come galassia attiva.

## Buco nero supermassiccio
Secondo uno studio pubblicato nel 2009 e basato sulla velocità interna nelle galassie misurata dal Telescopio spaziale Hubble, la massa del buco nero supermassiccio che si ritiene sia presente al centro di NGC 2339 sarebbe compresa tra 110 e 250 milioni di {\displaystyle M_{\odot }}.